# Pituffik Space Base
 Der er for få eller ingen kildehenvisninger i denne artikel, hvilket er et problem. Du kan hjælpe ved at angive troværdige kilder til de påstande, som fremføres i artiklen.

Pituffik Space Base (tidligere Thule Air Base (TAB)) er en United States Space Force-flyvestation i det nordvestlige Grønland der blev oprettet i 1943. Den hører i dag under Peterson-Schriever Garrison, som blev oprettet 24. juli 2020 med hovedkvarter på Peterson Air Force Base i Colorado.
Den lokale tidszone er (GMT-4). Under 2. verdenskrig var området kendt som Bluie West Six. Basen fik herefter navnet Thule Air Base og skiftede i april 2023 navn til det nuværende.

## Historie
Efter den tyske besættelse af Danmark den 9. april 1940 indgik den danske gesandt i Washington D.C. Henrik Kauffmann i 1941 en aftale med USA, kaldet Kaufmanntraktaten, der gav USA råderet over Grønland i forsvarsspørgmål. USA påbegyndte herefter i sommeren 1941 opførelsen af en række amerikanske forsvarsanlæg i Grønland, kaldet Bluie West. Installationerne bestod af vejrstationer, radiobaser og landingsbaner: Narsarsuaq (Bluie West-1), Sondrestrom Air Base (Bluie West-8), Ikateq (Bluie East Two) og Grønnedal (Bluie West-9). I 1943 etablerede Army Air Forces vejrstationer ved Scoresbysund (Bluie East-3) på østkysten og i Thule (Bluie West-6), der skulle drives af dansk personel. Flere andre vejrstationer blev opført, men stationen i Thule, der lå isoleret langt mod nord havde mindre betydning.
Efter afslutningen af 2. verdenskrig og Danmarks optagelse i NATO, indgik USA og Danmark en ny traktat, Overenskomst om forsvaret af Grønland, der gav USA ret til at opføre og udbygge eksisterende militæranlæg i Grønland. Kort efter indgåelsen af traktaten påbegyndte USA i hemmelighed udbygningen af Thule Airbase under kodenavnet Operation Blue Jay. Opførelsen blev dog allerede i september 1952 offentliggjort og i 1953 var basen klar. Forinden opførelsen blev områdets oprindelige grønlandske befolkning tvangsflyttet til Qaanaaq.
Gennem årene har basen desuden fungeret som radarstation med to formål; Dels i forbindelse med fredelige formål som meteorologi dels miltært som en del af de varselssystemer, der skulle kunne advare USA ved et eventuelt ballistisk atommissilangreb.
Anlæggelsen af Camp Century blev i 1958 påbegyndt som en base under Grønlands indlandsis, ca. 200 km. øst for TAB. Camp Century var et forløberen for operation Iceworm.
I 1961 blev Ballistic Missile Early Warning System (BMEWS) som det første anlæg sat i funktion under navnet J-Site. Det skulle give en tidlig varsling om affyring af ballistiske missiler. Oplysningerne blev videresendt til NORAD i Cheyenne Mountain i Colorado, USA, hvor man her skulle beslutte yderligere handling.
21. januar 1968 styrtede et amerikansk B-52-bombefly ned på isen i North Star Bay i nærheden af Thule Air Base. Straks efter ulykken blev det bekendtgjort, at flyet medbragte kernevåben, hvilket udløste en efterfølgende debat om den danske atomvåbenpolitik, da den daværende regering offentligt havde sagt at der ingen atomvåben var. Der blev i 2015 lavet en film om begivenheden. Thule Air Base var en nødlandingsplads for alle fly i det artiske område.

## Transport
Fra Danmark var der i 1970'erne transportmulighed til Thule Air Base (TAB), med et Douglas DC-8 fra SAS.
| Flyselskaber                | Destinationer |
| --------------------------- | --- |
| Air Greenland               | Rutefart: Qaanaaq Lufthavn, Moriusaq Helistop og Savissivik Helistop Charter: Københavns Lufthavn og Kangerlussuaq Lufthavn |
| Air Transport International | McGuire Air Force Base |

## Elektronisk udstyr
I 1980'erne iværksatte USA's luftvåben udskiftninger af de efterhånden gamle radaranlæg og lod dem erstatte af nogle nyere og mere moderne. I 2008-2009 foretog man en ny modernisering af radaranlægget.
På Nordbjerget (North Mountain) blev der i 1954 etableret en kraftig lavfrekvent radiosender AN/FRT-4 der transmitterede i frekvensområdet 50-150 KHz med en effekt på 50 KW. Systemet skulle anvendes til langtrækkende kommunikation med eksempelvis undervandsbåde eller alarmering af canadiske væbnede styrker på f.eks. CFS Goose Bay eller CFS Alert. Senderen var tilsluttet en 378,25 meter lodret antenne isoleret fra jorden (Globecom Tower), via et helix house. I 1954 var antennen den tredjehøjeste konstruktion i verden. Den blev revet ned i foråret 1992 ved sprængning. Alt militært udstyr er nu fjernet fra Nordbjerget.
På Nordbjerget og Sydbjerget fandtes i sin tid "Scope Control" senere "Scope Signal III", det var avancerede SSB sendere og modtagere til kommunikation med B-52 fly i de arktiske områder i forbindelse med Thule Monitor Mission. Udstyret er nu flyttet til Keflavik Lufthavn (Naval Air Station Keflavík) på Island. Denne Station blev nedlagt 2006.
På Thule Air Base findes den danske radiostation 5OZ20, der sender på 97,1 MHz.
Det var verdens nordligste FM stereo-radiostation. Den blev oprettet i 1965 og er ikke længere aktiv i sin oprindelige form.

## Miljø
På TAB er nogen af verdens højeste vindhastigheder målt til 333 km/t i vinteren 1971/1972 og temperaturen kan nå ned på -40 grader. Den laveste temperatur målt er -65 grader celsius. Det er livsfarligt ikke at følge de lokale regler for udendørs færdsel. Der er fire beredskabsniveauer for vejret på TAB, de kaldes for faser og er en blanding af vindhastighed/temperatur (Kuldeindeks) og sigtbarhed. Det er fase Alfa, Bravo, Charlie og Delta (Førhen kendt som Alert, I, II og III).

## Drift
Før i tiden var det Danish Arctic Contractors (DAC) der stod for driften både på Thule Air Base og Sondrestrom Air Base der nu er lukket.
Den Dansk/Grønlandske virksomhed Greenland Contractors stod derefter for den daglige civile drift af Thule Air Base i Grønland.
Pr. 1. oktober 2017 overtog Vectrus Services A/S de opgaver Greenland Contractors havde.

## Permafrost
Hele basen er bygget til at forsøge at modstå permafrosten. Landingsbanen var bygget med Hvid Asfalt (manglende vedligehold har resulteret i at man er gået væk fra dette igen), bygningerne er hævet over jorden. De gamle radarantenner var forsynet med køleanlæg under jorden.

## Greenland Telescope
Greenland Telescope ligger 2019 på Thule Air Base, men vil 2021 blive flyttet til Summit Camp, det højeste punkt på indlandsisen. Teleskopet er med i et verdensomspændende projekt med at "fotografere" sorte huller.